# ТАиМ
ОАО «ТАиМ» (сокращение от «Тормозные аппараты и механизмы»; бел. ТАіМ; Тармазныя апараты і механізмы) — белорусское предприятие по производству тормозных систем и сельскохозяйственной техники, расположенное в Бобруйске (Могилёвская область). Входит в холдинг «Минский автомобильный завод».

## История
В 1961 году на базе городского промышленного комбината был создан ремонтно-механический завод системы местной промышленности, который в 1963 году был преобразован в механический завод, в 1969 году — в завод «Сельхозагрегат». В 1969—1973 годах завод подчинялся Министерству тракторного и сельскохозяйственного машиностроения СССР, с 1973 года — Министерству машиностроения для животноводства и кормопроизводства СССР. В 1977—1987 годах завод входил в производственное объединение «Бобруйскферммаш» и производил транспортёры для корнеклубнеплодов. В 1988 году завод был выведен из состава ПО «Бобруйскфермаш» и подчинён ГПО «Корммаш» Министерства сельскохозяйственного и тракторного машиностроения СССР (с декабря 1988 года — Министерства автомобильного и сельскохозяйственного машиностроения СССР). В 1991 году завод был преобразован в арендное предприятие и перешёл в подчинение Госкомитета Республики Беларусь по промышленности и межотраслевым производствам (с 1994 года — Министерство промышленности Республики Беларусь). 19 мая 1994 года предприятие было переориентировано на выпуск тормозных систем для автомобилей Минского автозавода и получило новое название «Бобруйский завод по производству тормозной аппаратуры и механизмов» (сокращённо — ТАиМ). 29 июня 2000 года предприятие было преобразовано в открытое акционерное общество. Одновременно завод продолжил производство оборудования для сельского хозяйства.

## Современное состояние
Завод поставляет тормозные системы, пневмоприводы тормозов для Минского автозавода и ряда других белорусских и российских производителей, а также другую продукцию. На предприятии занято около 1,5 тысяч человек.